# Juan Antonio González-Iglesias
Juan Antonio González-Iglesias (Salamanca, 22 de septiembre de 1964) es un poeta, crítico, traductor y docente universitario, premio Castilla y León de las Letras en 2024.
Tras su tesis doctoral Estudio del género del diálogo en autores latinos tardíos dirigida por Carmen Codoñer y  premio extraordinario de tesis doctoral, completó su formación en teoría de la literatura y del arte en Florencia y en París (École des Hautes Études en Sciences Sociales). En la actualidad es catedrático de Filología Latina en la Universidad de Salamanca y correspondiente en Salamanca de la Real Academia de Bellas Artes de San Telmo (Málaga).
Luis Antonio de Villena lo consideró en 2007 uno de los mejores nuevos poetas de España:

Salmantino antiguo, pindárico moderno, amante de la flexibilidad, como cuerpo y energía, este refinado filólogo es un absoluto moderno. Pero también (y quizá por lo mismo) un claro disidente. […] Homosexual convencido del mejor y más cultivado "eros socrático", […] Juan Antonio se siente cristiano. Quizás heterodoxo. […] Su límpida, honda, clara, cinceladísima poesía [está] nutrida de tradición y cultura.
Luis Antonio de Villena

## Antologías
Está incluido en las antologías poéticas Selección Nacional, última poesía española, de José Luis García Martín (1995), en Feroces: muestra de las actitudes radicales, marginales y heterodoxas en la última poesía española (1998) de Isla Correyero o Altar de piedras bronceadas (2023), antología de poetas salmantinos de Yordan Arroyo. 

## Obra poética
- La hermosura del héroe (Premio Vicente Núñez 1993, Diputación de Córdoba, 1994)
- Esto es mi cuerpo (Visor, 1997)
- Vayamos hacia el norte aunque sea dando la vuelta por el sur (La Borrachería, 2001)
- ¿Qué consideración no merecen quienes han cometido atentados contra la belleza del mundo? (2002)
- Más hermosura (CELYA, 2002)
- Un ángulo me basta (IV Premio Internacional de Poesía Generación del 27, Visor, 2002)
- Olímpicas (El Gaviero Ediciones, 2005)
- Eros es más (XIX Premio Internacional de Poesía Fundación Loewe, Visor, 2007.)
- Del lado del amor (Poesía reunida 1994-2009), Visor, 2010.
- Ceci est mon corps (Prix des Découvreurs 2014, Circe, 2012. Edición bilingüe castellano-francés de Esto es mi cuerpo)
- Confiado (XXXVI Premio Internacional de Poesía "Ciudad Autónoma de Melilla", Visor, 2015). Obra finalista del Premio de la Crítica de Castilla y León en 2016.[4]
- Jardín Gulbenkian (Visor, 2019). Premio Gil de Biedma y obra finalista del Premio de la Crítica de Castilla y León en 2020.[5]